# Championnat d'Albanie de football 2009-2010
Navigation
Saison 2008-09 Saison 2010-11
Le Championnat d'Albanie de football de Kategoria Superiore 2009-2010 est la 69e édition de ce championnat et la 12e saison sous son nom actuel.
La saison débute le 23 août 2009 et se termine en mai 2010. Les douze meilleures équipes du pays sont regroupées au sein d'une poule unique où elles s'affrontent trois fois au cours de la saison. À la fin du championnat, les deux derniers du classement sont relégués et remplacés par les deux meilleurs clubs de Kategoria e parë tandis que les 9e et 10e disputent un barrage de promotion-relégation face aux 3e et 4e de D2.
C'est le Dinamo Tirana qui remporte la compétition après avoir terminé en tête du classement final, avec huit points d'avance sur le Besa Kavajë, vainqueur de la Coupe d'Albanie et neuf sur le tenant du titre, le KF Tirana. C'est le 18e titre de champion d'Albanie de l'histoire du club.

## Changements par rapport à la saison précédente
- Le KS Lushnja et le KS Elbasani ont été relégués en 2de division après avoir terminé à la 11e et 12e place lors de la précédente saison. Ils ont été remplacés par le champion de la deuxième division, le KF Laçi et son second, Skënderbeu Korçë.
- Les équipes terminant à la 9e et 10e place, respectivement, Bylis Ballshi et le Partizan Tirana ont disputé des barrages contre le 3e et le 4e de seconde division (Kastrioti Krujë et Gramozi Ersekë) dans des play-off. Et ce sont les deux clubs de seconde division qui l'ont emporté et qui évoluent dans l'élite cette saison.

## Stades et situation géographique
| Équipe             | Ville   | Stade                    | Capacité |
| ------------------ | ------- | ------------------------ | -------- |
| Apolonia           | Fier    | Stadiumi Loni Papuçiu    | 6 000    |
| Besa               | Kavajë  | Stadiumi Besa            | 8 000    |
| Dinamo             | Tirana  | Stadiumi Selman Stërmasi | 13 500   |
| Flamurtari         | Vlorë   | Stadiumi Flamurtari      | 9 500    |
| Gramozi            | Ersekë  | Fusha Sportive Ersekë    | 8 500    |
| Kastrioti          | Krujë   | Stadiumi Kastrioti       | 6 500    |
| KF Laçi            | Laç     | Stadiumi Laçi            | 5 000    |
| KS Shkumbini Peqin | Peqin   | Stadiumi Peqin           | 5 000    |
| Skënderbeu         | Korçë   | Stadiumi Skënderbeu      | 7 000    |
| KS Teuta Durrës    | Durrës  | Stadiumi Niko Dovana     | 12 198   |
| KF Tirana          | Tirana  | Stadiumi Selman Stërmasi | 13 500   |
| Vllaznia           | Shkodër | Stadiumi Loro-Boriçi     | 14 200   |

### Personnel et sponsor
| Équipe              | Entraineur    | Capitaine          | Fournisseur Maillot | Sponsor Maillot   |
| ------------------- | ------------- | ------------------ | ------------------- | ----------------- |
| KS Apolonia Fier    | Esad Karišik  | Sead Hadzibulic    | Jako                | Abissnet          |
| KS Besa Kavajë      | Shpëtim Duro  | Bledar Mançaku     | Sportika SA         | Banka Popullore   |
| FK Dinamo Tirana    | Shkelqim Muca | Arjan Pisha        | Sportika SA         | Alpet             |
| KS Flamurtari Vlorë | Gugash Magani | Artan Sakaj        | Sportika SA         | IPBet             |
| KS Gramozi Ersekë   | Agim Canaj    | Oliveira Rodriguez | Legea               | Taçi Oil          |
| KF Tirana           | Alban Tafaj   | Devis Mukaj        | Lotto               | Sigal             |
| KS Kastrioti Krujë  | Ramadan Ndreu | Fatmir Caca        | Legia               | Ardi-2M           |
| KF Laçi             | Stavri Nica   | Julian Brahja      | Sportika SA         | Top Sport         |
| KS Shkumbini Peqin  | Kristaq Mile  | Lorenc Pasha       | Sportika SA         | ALBA Konstruksion |
| KF Skënderbeu Korçë | Gerti Haxhiu  | Bledi Shkëmbi      | Puma                | Almeco            |
| KS Teuta Durrës     | Mirel Josa    | Vangjel Mile       | Sportika SA         | None              |
| KS Vllaznia Shkodër | Roland Luçi   | Vioresin Sinani    | Jako                | Primo             |

## Compétition

### Classement
Le classement est établi sur le barème de points classique (victoire à 3 points, match nul à 1, défaite à 0).
Pour départager les égalités, on tient d'abord compte de la différence de buts générale, puis du nombre de buts marqués, puis des confrontations directes et enfin si la qualification ou la relégation est en jeu, les deux équipes jouent une rencontre d'appui sur terrain neutre.
| Rang | Équipe                 | Pts | J  | G  | N | P  | Bp | Bc | Diff |
| ---- | ---------------------- | --- | -- | -- | - | -- | -- | -- | ---- |
| 1    | Dinamo Tirana          | 61  | 33 | 19 | 4 | 10 | 56 | 42 | +14  |
| 2    | Besa Kavajë C          | 53  | 33 | 15 | 8 | 10 | 42 | 33 | +9   |
| 3    | KF Tirana T            | 52  | 33 | 15 | 7 | 11 | 38 | 32 | +6   |
| 4    | KF Laçi P              | 51  | 33 | 14 | 9 | 10 | 35 | 28 | +7   |
| 5    | Flamurtari Vlorë       | 47  | 33 | 13 | 8 | 12 | 42 | 39 | +3   |
| 6    | Vllaznia Shkodër       | 46  | 33 | 13 | 7 | 13 | 34 | 39 | -5   |
| 7    | Shkumbini Peqin        | 45  | 33 | 13 | 6 | 14 | 33 | 33 | 0    |
| 8    | Teuta Durrës           | 45  | 33 | 13 | 6 | 14 | 33 | 40 | -7   |
| 9    | Kastrioti Krujë (P) -3 | 42  | 33 | 13 | 6 | 14 | 33 | 35 | -2   |
| 10   | Skënderbeu Korçë P     | 42  | 33 | 11 | 9 | 13 | 41 | 41 | 0    |
| 11   | Apolonia Fier          | 38  | 33 | 10 | 8 | 15 | 36 | 43 | -7   |
| 12   | Gramozi Ersekë (en) P  | 26  | 33 | 6  | 8 | 19 | 25 | 43 | -18  |

| Légende : Qualifications et relégations | Légende : Qualifications et relégations                                                    |
| --------------------------------------- | ------------------------------------------------------------------------------------------ |
|                                         | Ligue des champions 2010-2011 (2e Tour de qualification des champions)                     |
|                                         | Ligue Europa 2010-2011 (2e Tour de qualification)                                          |
|                                         | Ligue Europa 2010-2011 (1er Tour de qualification)                                         |
|                                         | Qualification pour les barrages de relégation en Kategoria e parë                          |
|                                         | Relégation en Kategoria e parë                                                             |
|                                         | T : Tenant du titre 2008-2009 P : Promu en 2008-2009 C : Vainqueur de la Kupa e Shqipërisë |

- Déduction de 3 pts pour Kastrioti Krujë dont les joueurs ont quitté le terrain lors de la rencontre les opposant à Flamurtari Vlorë pour protester contre une décision d'arbitre.

### Matchs

#### Première phase
| Résultats (▼dom., ►ext.)                                   | Apo | Bes | Din | Fla | Gra (en) | Kas  | Laç | Shk | Skë | Teu | Tir | Vll |
| Apolonia Fier                                              |     | 0-2 | 3-0 | 1-1 | 3-0      | 2-3  | 2-0 | 1-0 | 1-1 | 2-0 | 2-0 | 1-1 |
| Besa Kavajë                                                | 0-0 |     | 0-1 | 1-0 | 1-0      | 1-0  | 1-0 | 2-0 | 1-0 | 1-1 | 1-1 | 2-0 |
| Dinamo Tirana                                              | 3-2 | 1-0 |     | 1-0 | 4-0      | 2-0  | 1-1 | 2-1 | 3-0 | 1-0 | 2-1 | 4-2 |
| Flamurtari Vlorë                                           | 2-0 | 3-0 | 0-3 |     | 2-0      | 2-0* | 0-0 | 1-1 | 1-1 | 0-3 | 0-2 | 2-0 |
| Gramozi Ersekë (en)                                        | 1-0 | 0-0 | 0-1 | 2-0 |          | 0-0  | 1-2 | 0-0 | 2-0 | 2-0 | 0-1 | 1-1 |
| Kastrioti Krujë                                            | 1-1 | 1-0 | 1-3 | 1-1 | 1-0      |      | 0-0 | 4-1 | 2-1 | 1-2 | 0-1 | 1-0 |
| KF Laçi                                                    | 3-2 | 0-0 | 0-1 | 3-2 | 1-1      | 1-0  |     | 1-0 | 0-0 | 0-0 | 1-0 | 3-1 |
| Shkumbini Peqin                                            | 3-0 | 1-2 | 4-0 | 2-1 | 1-1      | 1-0  | 1-0 |     | 1-0 | 4-1 | 1-0 | 2-1 |
| Skënderbeu Korçë                                           | 2-3 | 0-2 | 1-1 | 1-0 | 4-1      | 0-1  | 4-3 | 1-0 |     | 3-0 | 1-1 | 1-1 |
| Teuta Durrës                                               | 0-2 | 1-1 | 1-3 | 1-0 | 2-0      | 2-1  | 2-1 | 1-0 | 2-0 |     | 0-1 | 1-0 |
| KF Tirana                                                  | 4-1 | 0-0 | 1-2 | 1-3 | 1-1      | 1-1  | 1-0 | 2-0 | 1-0 | 2-0 |     | 0-1 |
| Vllaznia Shkodër                                           | 1-0 | 2-3 | 0-0 | 2-2 | 1-0      | 1-0  | 1-2 | 2-0 | 3-2 | 2-1 | 0-1 |     |
| - Victoire à domicile - Match nul - Victoire à l'extérieur |     |     |     |     |          |      |     |     |     |     |     |     |

* Le score initial était de 1-1 avant la décision des joueurs du Kastrioti Krujë de quitter le terrain avant la fin du match. Le score fut ensuite transformé en 2-0.

#### Deuxième phase
Les matchs de la deuxième phase sont programmés en fonction du classement à l'issue des matchs de la première phase. Les numéros étant les places des équipes à la fin de la première phase. Voici l'ordre des matchs :
```
23
e
 j    
24
e
 j    
25
e
 j    
26
e
 j    
27
e
 j    
28
e
 j
 1 – 12     11 – 1     1 – 10     9 – 1      1 – 8      7 – 1
 2 – 11     10 – 2     2 – 9      8 – 2      2 – 7      6 – 2
 3 – 10      9 – 3     3 – 8      7 – 3      3 – 6      5 – 3
 4 – 9       8 – 4     4 – 7      6 – 4      4 – 5      4 – 12
 5 – 8       7 – 5     5 – 6      5 – 12    11 – 9      8 – 11
 6 – 7       6 – 12   12 – 11    10 – 11    12 – 10     9 – 10

29
e
 j    
30
e
 j    
31
e
 j    
32
e
 j    
33
e
 j 
 1 – 6       5 – 1     1 – 4      3 – 1      1 – 2
 2 – 5       4 – 2     2 – 3      2 – 12    11 – 3
 3 – 4       3 – 12   11 – 5      4 – 11    10 – 4
11 – 7       6 – 11   10 – 6      5 – 10     9 – 5
10 – 8       7 – 10    9 – 7      6 – 9      8 – 6
12 – 9       8 – 9    12 – 8      7 – 8     12 – 7
```

| Résultats (▼dom., ►ext.)                                   | Apo | Bes | Din | Fla | Gra (en) | Kas | Laç | Shk | Skë   | Teu | Tir | Vll |
| Apolonia Fier                                              |     |     | 2-1 |     |          | 2-1 |     | 0-0 |       |     | 1-2 | 0-1 |
| Besa Kavajë                                                | 2-0 |     |     | 1-2 | 6-4      |     |     | 2-0 | 1-2   |     | 1-1 |     |
| Dinamo Tirana                                              |     | 4-3 |     |     | 1-0      | 1-1 | 2-4 |     |       | 1-2 |     | 1-2 |
| Flamurtari Vlorë                                           | 1-0 |     | 2-1 |     |          | 3-0 |     | 3-2 |       |     | 3-1 |     |
| Gramozi Ersekë (en)                                        | 3-0 |     |     | 1-1 |          | 0-1 |     |     | 0-2*  |     |     | 1-2 |
| Kastrioti Krujë                                            |     | 3-2 |     |     |          |     | 1-0 |     | 1-2   | 3-0 |     | 2-0 |
| KF Laçi                                                    | 2-0 | 0-1 |     | 3-1 | 1-0      |     |     | 0-0 | 1-0   |     |     |     |
| Shkumbini Peqin                                            |     |     | 1-0 |     | 2-1      | 2-0 |     |     |       | 1-0 | 0-1 | 0-0 |
| Skënderbeu Korçë                                           | 1-1 |     | 4-3 | 0-1 |          |     |     | 3-1 |       |     | 2-2 |     |
| Teuta Durrës                                               | 1-1 | 3-2 |     | 3-1 | 0-2      |     | 0-0 |     | 0-0   |     |     |     |
| KF Tirana                                                  |     |     | 3-2 |     | 1-0      | 0-1 | 1-2 |     |       | 2-1 |     | 1-2 |
| Vllaznia Shkodër                                           |     | 2-0 |     | 1-1 |          |     | 1-0 |     | 0-2** | 0-2 |     |     |
| - Victoire à domicile - Match nul - Victoire à l'extérieur |     |     |     |     |          |     |     |     |       |     |     |     |

* Le score a été transformé en 2-0 pour Skënderbeu Korçë à cause de l'envahissement du terrain à la 88e minute des supporters du Gramozi Ersekë (en), le score était alors de 1-1.

** Le score original était de 3-2 pour Vllaznia Shkodër mais la présence d'un joueur non qualifié a fait transformé ce score en 2-0 pour Skënderbeu Korçë.

#### Barrages de promotion-relégation
Le Kastrioti Krujë et le Skënderbeu Korçë ont fini respectivement 9e et 10e du championnat. Ils participent donc aux play-off de promotion-relégation. Skënderbeu Korçë affronte le KF Kamza, qui a fini 3e du championnat de D2 tandis que le Kastrioti Krujë affronte le Lushnja, qui a fini 4e de D2.
| 26 mai 2010 | Skënderbeu Korçë | 1 – 0 | KF Kamza | Stadioni Ruzhdi Bizhuta, Elbasan |  |
| 16:30 CEST  | Asllani 2e       |       |          |                                  |  |
| 16:30 CEST  | Report           |       |          |                                  |  |

| 27 mai 2010 | KS Kastrioti Krujë | 1 – 0 | KS Lushnja | Stade Qemal Stafa, Tirana |  |
| 16:30 CEST  | Abazaj 3e          |       |            |                           |  |
| 16:30 CEST  | Report             |       |            |                           |  |

## Bilan de la saison
| Championnat d'Albanie de football 2009-2010 |                           |
| Champion                                    | Dinamo Tirana (18e titre) |
| Coupes et trophées                          |                           |
| Vainqueur de la Coupe d'Albanie 2009-2010   | Besa Kavajë               |
| Qualifications continentales                |                           |
| Ligue des champions 2010-2011               | Dinamo Tirana             |
| Ligue Europa 2010-2011                      | Besa Kavajë               |
| Ligue Europa 2010-2011                      | KF Tirana                 |
| Ligue Europa 2010-2011                      | KF Laçi                   |
| Promotions et relégations                   |                           |
| Promus en Kategoria Superiore               | Bylis Ballshi             |
| Promus en Kategoria Superiore               | KS Elbasani               |
| Relégués en Kategoria e parë                | Apolonia Fier             |
| Relégués en Kategoria e parë                | Gramozi Ersekë            |